# Ion Gabella
Ion Gabella Nalda (Vitoria, 4 de junio de 1968-Zumaya, 29 de julio de 2002), fue un actor de cine, televisión y de teatro español. 
Pese a su corta trayectoria, llegó a participar en más de una veintena de largometrajes. Sobre todo como actor secundario en las primeras películas de la hornada de directores vascos de los 90: Juanma Bajo Ulloa, Álex de la Iglesia, Daniel Calparsoro, Enrique Urbizu, Karra Elejalde... También apareció en los primeros largometrajes de Alejandro Amenábar, Óscar Aibar o Mónica Laguna.
En teatro fue miembro fundador del grupo Sobradún junto a Gorka Aguinagalde con el que llevó a escena varias obras de Mauro Entrialgo.
Falleció en Zumaya el 29 de julio de 2002 de un accidente de tráfico.

## Filmografía destacada
- Akixo (Juanma Bajo Ulloa, 1988)
- Todo por la pasta (Enrique Urbizu, 1991)
- Acción mutante (Álex de la Iglesia, 1993)
- Atolladero (Óscar Aibar, 1995)
- Hotel y domicilio (Ernesto del Río, 1995)
- Salto al vacío (Daniel Calparsoro, 1995)
- Tengo una casa (Mónica Laguna, 1996)
- Abre los ojos (Alejandro Amenábar,1997)
- Gente pez (Jorge Iglesias, 2000)
- Báilame el agua (Josecho San Mateo, 2000)
- Visionarios (Manuel Gutiérrez Aragón, 2001)
- El robo más grande jamás contado (Daniel Monzón, 2002)